# Буржуа, Амандин
Амандин Буржуа (фр. Amandine Bourgeois, род. 1979) — французская певица, победительница шестого сезона проекта «Nouvelle Star», представительница Франции на конкурсе песни Евровидение 2013.

## Биография
Родилась 12 июня 1979 года в городе Ангулем.
В 2007 году во время подготовки к шоу «Nouvelle Star» (французский аналог «Поп идола») с ней связались его организаторы, отметившие девушку по записям, которые она выкладывала на своем Myspace профиле. Она решила принять участие в конкурсе и прошла его от начала — прослушивания жюри в Тулузе в ноябре 2007 года, до конца — финала 11го июня 2008 года, когда она завоевала звание победительницы и получает в качестве приза контракт с Sony Music на запись альбома. В этом же году вместе с другими участниками проекта она приняла участие в турне по различным городам Франции. В дальнейшем выпущенный ею в 2009 году дебютный альбом «20 m²» стал популярен во Франции, Бельгии и Швейцарии. В первых двух странах дебютный альбом стал золотым. В 2011 году участвовала в записи обновлённой версии песни «Still Loving You» для альбома Comeblack хард-рок группы Scorpions.
22 января 2013 года получила возможность представлять свою страну на Евровидении с песней «L’enfer et moi». В финале Амандин выступала под первым номером и заняла 23 место, набрав 14 баллов.

## Дискография

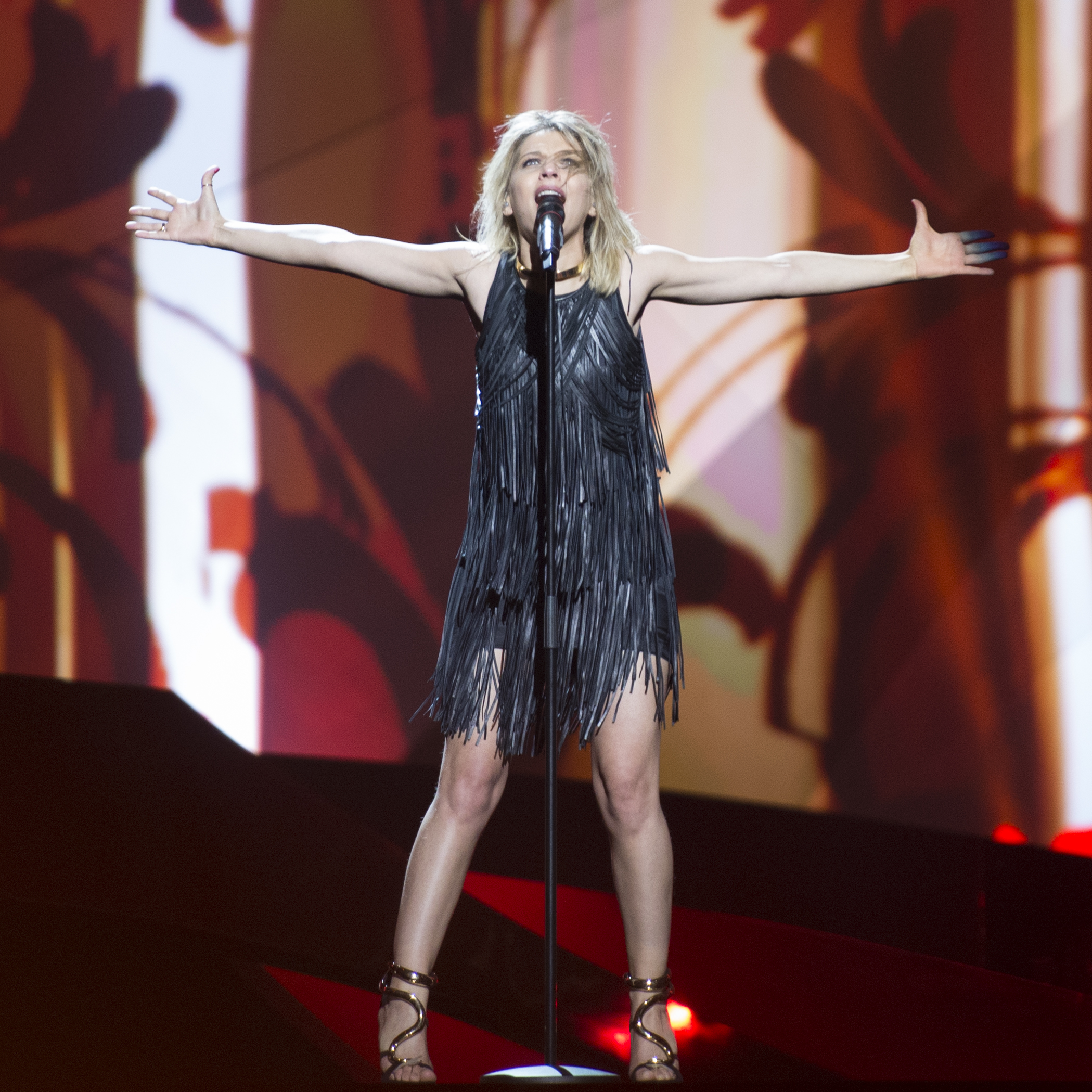
Выступление на «Евровидении-2013»

### Альбомы
- 20 m² (2009)
- Sans amour mon amour (2012)
- Au masculin (2014)
- Omnia (2018)

### Синглы
- «L’homme de la situation» (2009)
- «Tant de moi» (2009)
- «Sans amour» (2012)
- «Incognito» (2012)
- «L’enfer et moi» (2013)
- Ma gueule (с Johnny Hallyday) (2014)
- Alors on danse (с Stromae) (2014)
- On ira voir la mer (2018)